# Anton Rumpelmayer
Anton Rumpelmayer (* 13. Februar 1832 in Preßburg; † 25. Juli 1914 in Saint-Martin-Vésubie) war ein österreichischer Konditor und k.u.k. Hoflieferant, der in Frankreich tätig war. Sein Name wurde auf Französisch Antoine Rumpelmayer geschrieben.

## Leben

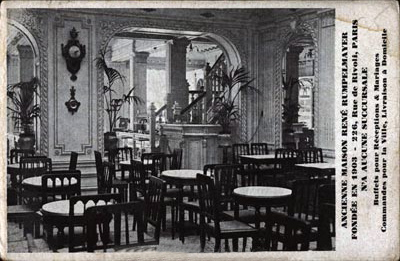
Das Rumpelmayer in Paris, 1903 gegründet

Faktura der Confiserie Perrimond-Rumpelmayer in Menton (1908)

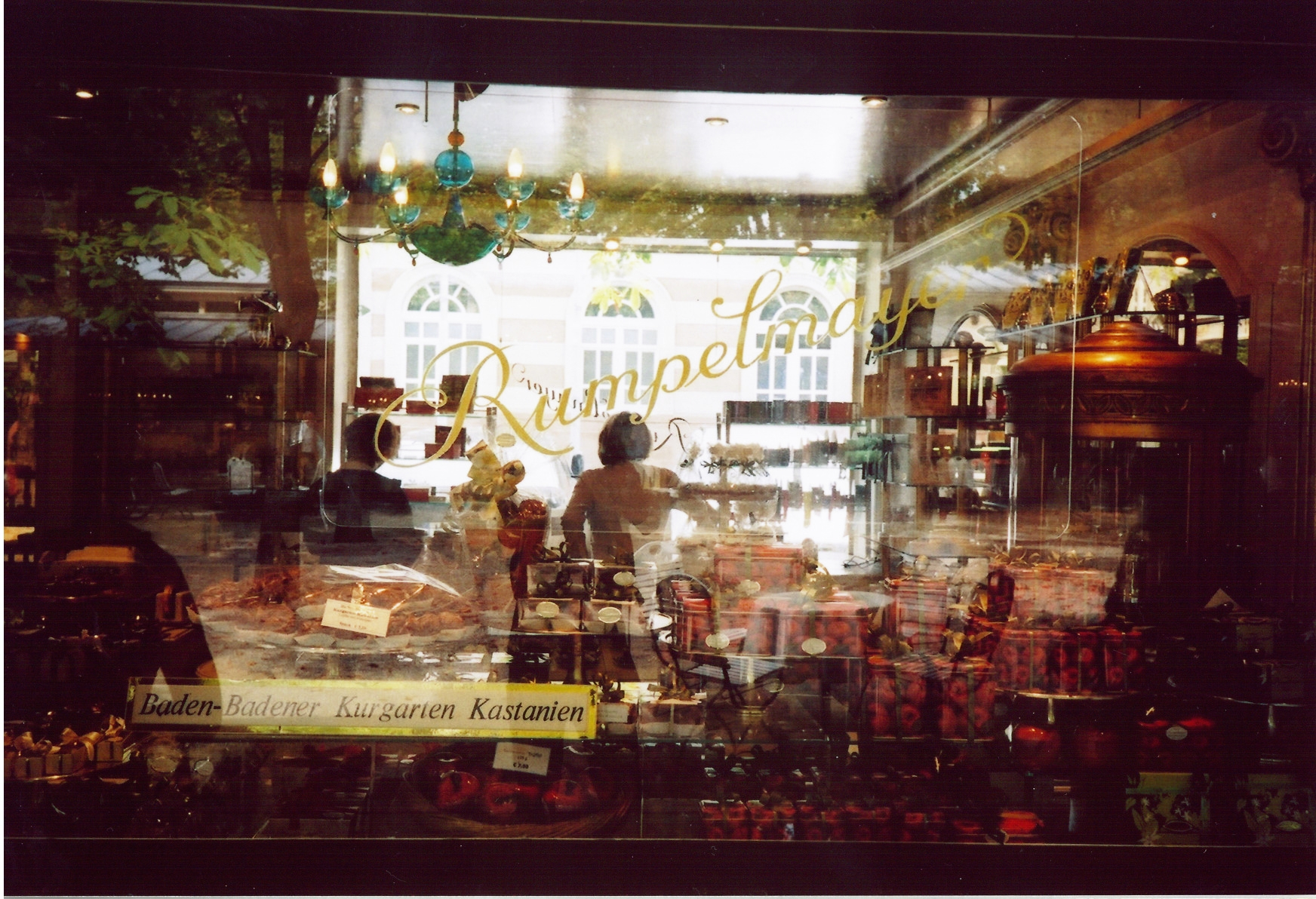
Konditorei Rumpelmayer in Baden-Baden (2008)

1870 zog der aus Pressburg, heute Bratislava, (anderen Quellen zufolge aus Oberösterreich) stammende Zuckerbäcker Anton Rumpelmayer an die Côte d’Azur. Er arbeitete dort vermutlich zuerst bei Viktor Sylvain Perrimond in Menton in dessen Geschäft. 1896 gründeten beide das Unternehmen Perrimond-Rumpelmayer und eröffneten Geschäfte neben Menton in Cannes und Nizza sowie in Aix-les-Bains. Das Etablissement Rumpelmayer an der heutigen Avenue du Général du Gaulle 107 in Aix wurde mit dem Jahre 1887 eingetragen. Kaiserin Elisabeth von Österreich-Ungarn bereiste öfters die Gegend. Im Zuge einer diesen Reisen besuchte sie ein rumpelmayersches Etablissement. In der Folge bewarb sich Rumpelmayer bei Hofe in Wien um den Titel als Hofzuckerbäcker. Dieses Privileg wurde ihm 1896 mündlich durch die Kaiserin höchstpersönlich ausgesprochen und ist somit einer der sehr seltenen Fälle, wo das Privileg mündlich durch eine kaiserliche Majestät erteilt wurde. Durch die Erteilung der Kaiserin wurde auf die übliche Taxe verzichtet. Rumpelmayers Partner Perrimond erhielt das Privileg im selben Jahr.
In Dresden betrieb die Conditorei Rumpelmayer GmbH eine eigene Fabrik für Schokoladebonbons und Früchtekonserven sowie eine Konditorei. Zweigniederlassungen gab es in Baden-Baden, Bad Nauheim, Frankfurt am Main und Berlin am Kurfürstendamm 208/209.
Das Rumpelmayer in Baden-Baden besteht nach wie vor. Rumpelmayer war auch badischer sowie sächsischer Hoflieferant.
Rumpelmayer eröffnete 1903 an der rue de Rivoli 226 in Paris eine weitere Filiale, die sein Sohn René (3. Februar 1870 in Nizza; † 28. Jänner 1915 in Paris), später dessen Witwe Angelina geb. Guillarmou (1866–1954) ab 1916 weiterführte. Das Kaffeehaus Angelina, vermutlich nach seiner Schwiegertochter benannt, wurde zum Treffpunkt der hohen Pariser Gesellschaft und existiert nach wie vor.
Weitere Café Rumpelmayer wurden entweder von ihm oder als Franchising betrieben. Eines bestand in London an der St. James Street, wo es populär und ein Begriff für Londoner wurde. Der Lieferservice fand sogar in der Literatur Eingang. In Mrs. Dalloway von Virginia Woolf wird Rumpelmayer mehrmals erwähnt.
Ein weiteres Café befand sich im Hotel St. Moritz am Central Park in New York. Dieses wurde mit dem Hotel Anfang 1930 eröffnet, der Architekt Winold Reiss entwarf die Räumlichkeiten im Art déco. Das Café schloss endgültig gemeinsam mit dem Hotel in den 1990er Jahren.